# An Integrated System of Classification of Flowering Plants
An Integrated System of Classification of Flowering Plants (abreviado Integr. Syst. Classf. Fl. Pl.) es un libro con ilustraciones y descripciones botánicas que fue escrito por el botánico estadounidense Arthur John Cronquist y publicado en Nueva York en el año 1981.